# Antigonish, Nova Scotia
Antigonish este un oraș (engleză town), municipalitate și sediul comitatului omonim, Antigonish din provincia Nova Scotia din Canada.

## Geografie

### Drumuri importante
- highway